# 백택

고금도서집성 박물휘편의 백택도.

백택(중국어 정체자: 白澤, 병음: Baízé)은 중국에 전하는 서수의 일종이다. 사람의 말을 이해하고, 만물의 지식에 정통하다고 한다. 그 모습을 그린 그림은 액막이용으로 사용된다.
『삼재도회』에 따르면, 동망산(강소성 쉬저우시 퉁산구)에 백택이라는 짐승이 살았다. 백택은 인간의 말을 알아듣고, 당대의 위정자가 덕이 있어야 모습을 보였다고 한다. 그래서 백택은 기린이나 봉황과 같은 종류의 서수(상서로운 짐승)로 간주된다.
백택의 모습을 그린 그림이 『삼재도회』, 일본의 『화한삼재도회』에 있는데, 흰 사자의 모습으로 그려져 있다.

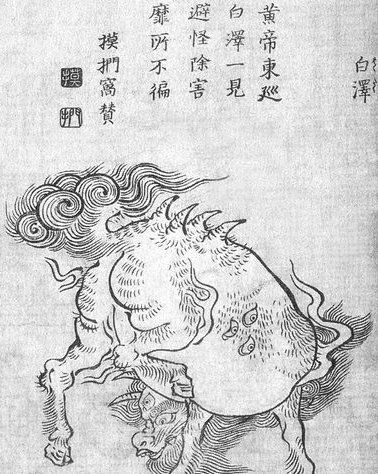
『금석백귀습유』의 백택.

한편, 도리야마 세키엔의 『금석백귀습유』에 그려진 백택은 소와 같은 두 개의 뿔, 염소와 같은 수염, 그리고 얼굴에 세 개, 몸통 측면 좌우에 각각 세 개 해서 아홉 개의 눈을 가진 괴물로 그려졌다. 일본에서 백택을 이렇게 그린 것은 도리야마가 처음이었던 것으로 추측되며, 도리야마 이전에 백택을 이런 모습으로 그린 사례는 확인되지 않는다.

## 같이 보기
- 중국 신화
- 일본 신화